# Innocenzo Spinazzi
Innocenzo Spinazzi (Róma, 1726 – Firenze, 1798) olasz szobrászművész.

## Élete
Rómában született egy ezüstműves fiaként és korának vezető szobrászaként halt meg Firenzében. Giovanni Battista Maini tanítványa volt. 1769-ben érkezett Firenzébe, és a következő évben hivatalos udvari szobrásszá nevezték ki. Első megbízása egy antik szobor restaurálása volt. Leopold nagyherceg mellszobrát 1771 és 1774 között készítette el, ez ma a Palazzo Pittiben látható. Spinazzi közreműködött a Santa Crocéban eltemetett három firenzei nagyság (Giovanni Lami, Angelo Tavanti és Niccolò Machiavelli) síremlékének elkészítésében is. 1792-ben a Battisterón dolgozott, ahol a keleti kapu, (Paradicsomi kapu) feletti Andrea Sansovino által készített szoborcsoportot egészítette ki egy angyallal. 1784-től az Accademia di Belle Arti di Firenze tanára volt.

## Fordítás
- Ez a szócikk részben vagy egészben  az   Innocenzo Spinazzi című angol Wikipédia-szócikk ezen változatának fordításán alapul.  Az eredeti cikk szerkesztőit annak laptörténete sorolja fel. Ez a jelzés csupán a megfogalmazás eredetét és a szerzői jogokat jelzi, nem szolgál a cikkben szereplő információk forrásmegjelöléseként.